# 全站仪

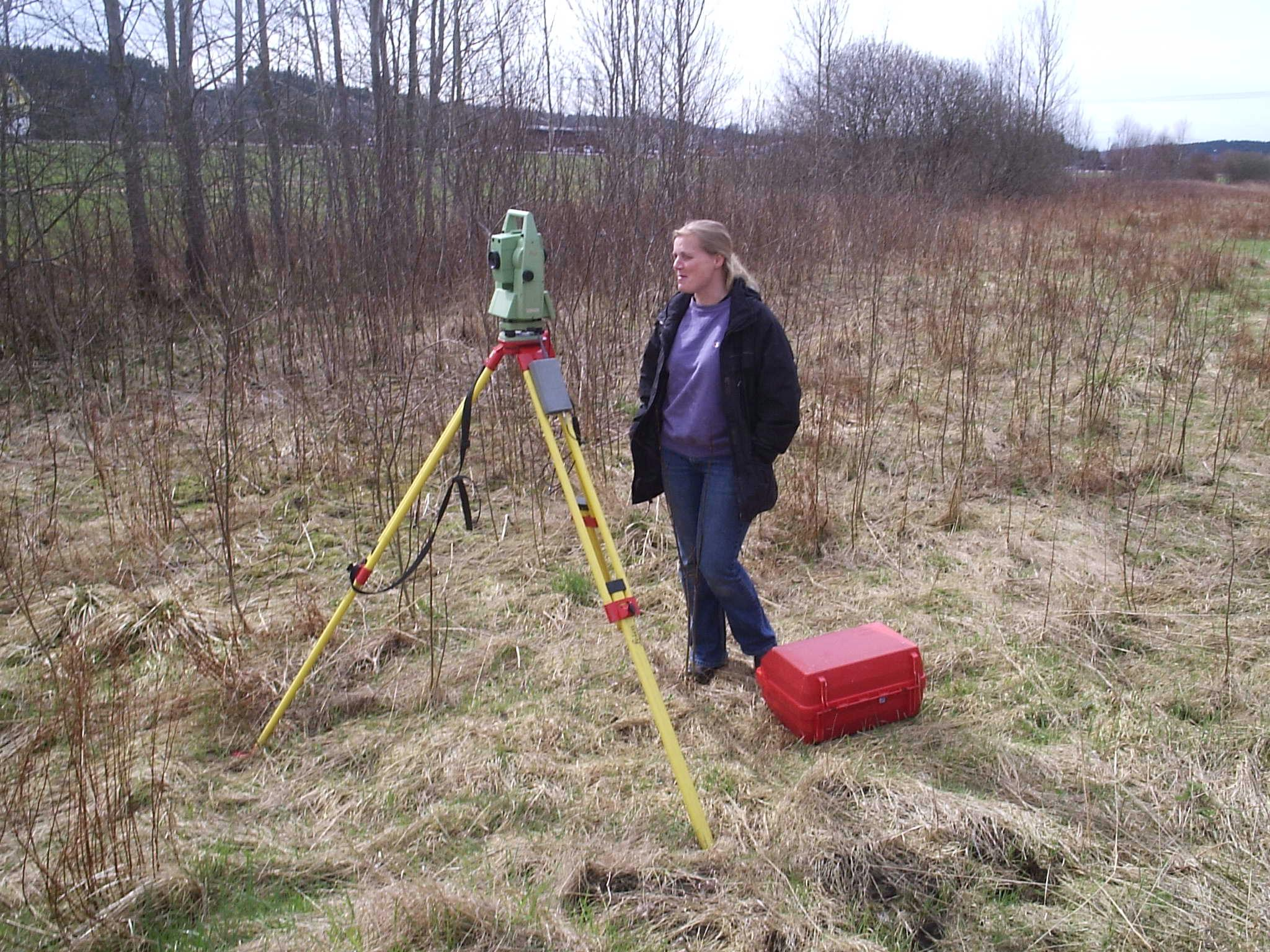
考古学家正在用徕卡TPS1100全站仪测绘瑞典铁器时代的一个村落

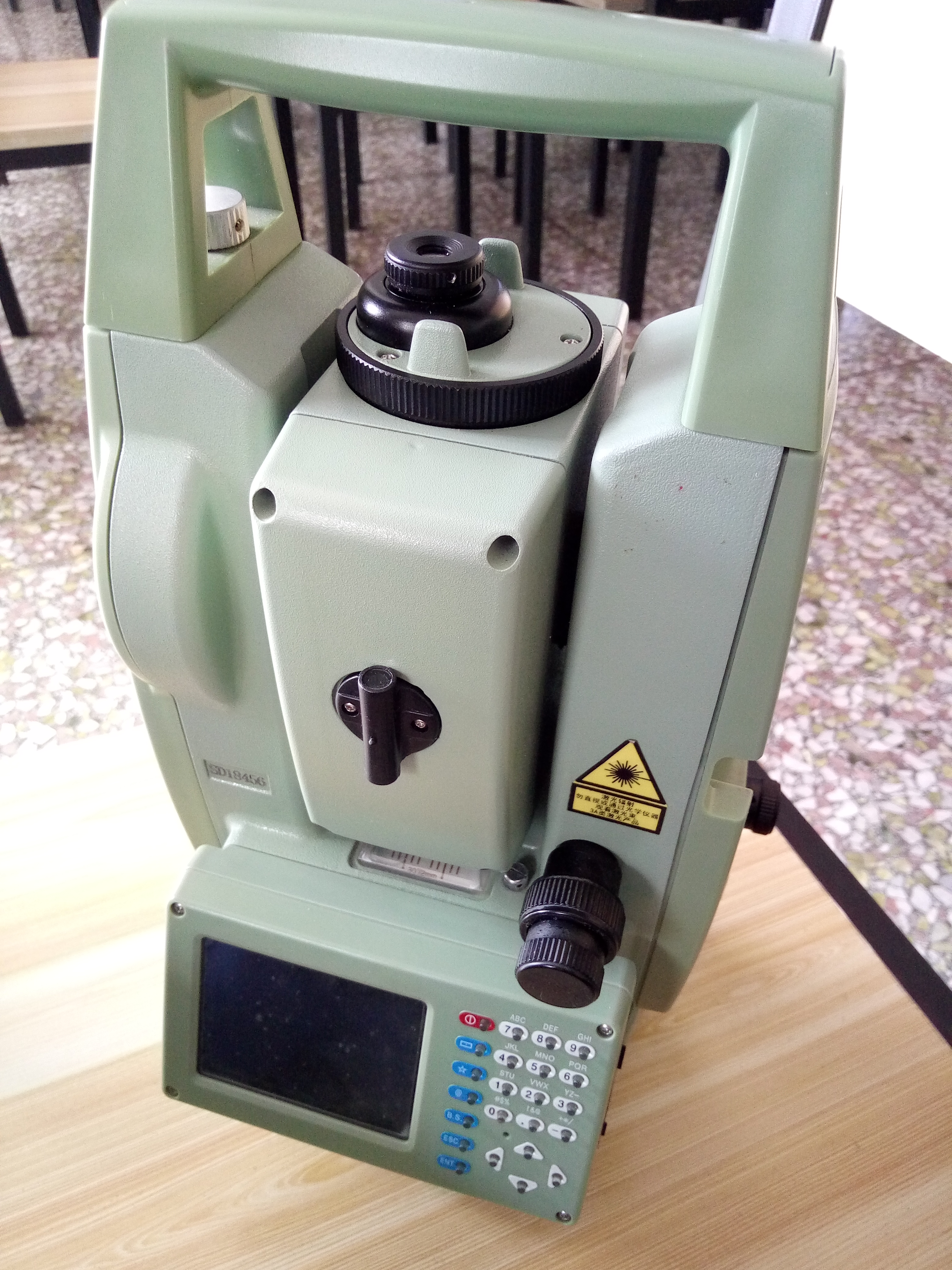
南方全站仪

全站仪，全称全站式电子速距仪，是一种集经纬仪、电子测距仪（EDM，Electronic Distance Measuring Device）外部计算机软件系统为一体的现代光学电子测量仪器。由于它可以在一个站位完成水平角、垂直角、距离、高程差测量等等的测量工作，故得其名。
现代的一些全站仪已达到了可远程控制的自动化程度，这就消除了为仪器操作者配备一名扶持反射棱镜的助手的必要。操作者可以在测量点自己扶持反射物的同时，远程操作仪器。

## 实际应用

### 座标测量
通过全站仪可以直接测得观测点至观测目标之间角度差值与距离，据此通过三角学的换算关系可以计算出观测目标的坐标或观测点相对于已知点的位置。这些经纬仪部分的观测数据下载至计算机软件程序后，可以自动生成目标地区测绘图。一些全站仪留有GPS系统的接口可供拓展，此两者结合之后可以互通所长（GPS系统不需要观测点与观测对象之间的视线通畅以及两个以上的已知点作为参考，而全站仪可以提供水平面测量的精度）。

### 角度测量
多数现代全站仪通过电子光学扫描镌刻在镜片上的十字划分版来测量角度。好的全站仪精度可以达到0.5秒，而普通的建筑用全站仪的精度介于5至10秒之间。

### 距离测量
全站仪的测距原理是以安装在同轴望远镜的光敏二极管以一定光学路径发出调制微波或红外线信号，通过测量点的直角棱镜被反射后通过相同的光学路径返回并被分光棱镜传递至传感器以接受回馈，通过计算原始信号与反射信号的相位差来计算路程的远近。多数全站仪需要在测量点安置一多用途光棱镜来实现信号反射，这种方式的测量距离通常较远，可达数公里。但有些仪器可以通过被测物体的自身亮度来完成这一过程，但有效距离只有几百米。EDM测距可以达到0.1mm的精度，但一般土地测量只取1mm的精度。
注意全站仪可以完全代替经纬仪的使用，但由于其高差测量是通过高度角与距离计算得出，精度较差，故只用于低等级测量，不能完全代替水准仪的使用。在精心布置仪器的情况下，全站仪的精度可达到四等水准测量的精度。

### 施工放样
在已知两个控制点进行定向的情况下，可以在全站仪的内部程序进行放样操作，放样即是得知某坐标在实际地面上的位置。

## 应用范围
全站仪的主要使用对象是陆地测量员和土木工程师。同时因为其能记录的特性，在地形测量上亦应用广泛（确定道路、房屋等红线范围）。也被考古学家用于记录文物位置，被警察用于做犯罪现场调查、事故现场重构等等。

### 矿业
全站仪是矿业勘测中所使用的主要测量仪器。用于记录隧道边墙，顶和底相对地面的绝对位置，以导入相应的CAD程序中，与隧道的设计进行对比。

## 生产厂家
- GPI上煇精密（页面存档备份，存于）
- F. W. Breithaupt & Sohn
- geo-Fennel Führer
- Hilti
- 徕卡测量系统
- 尼康
- Sokkia
- Topcon
- 天宝导航
- PENTAX宾得测量
- HI-TARGET[广州中海达卫星导航技术股份有限公司]
- south 南方测绘
- 闽创仪器